# Terry Crews
Terry Alan Crews (n. 30 iulie 1968, Flint, Michigan, SUA) este un actor american și fost jucător de fotbal american care a evoluat în NFL. Probabil este cel mai cunoscut pentru rolul lui Julius din sitcomul UPN/CW Everybody Hates Chris și pentru apariția sa în reclamele Old Spice, Arrested Development, The Newsroom și pentru rolurile sale din filme ca Friday After Next, White Chicks, Bridesmaids, Idiocracy, Gamer sau The Expendables.

## Viață personală
Crews are patru fiice, Azriel, Tera, Wynfrey, Naomi Burton, și un fiu, Isaiah.

## Filmografie

### Film
| An   | Titlu                                       | Rol                                                       | Note          |
| ---- | ------------------------------------------- | --------------------------------------------------------- | ------------- |
| 2000 | The 6th Day                                 | Vincent Bansworth                                         |               |
| 2001 | Training Day                                | Membru al Bloods                                          | nemenționat   |
| 2002 | Serving Sara                                | Vernon                                                    |               |
| 2002 | Friday After Next                           | Damon Pearly                                              |               |
| 2003 | Deliver Us from Eva                         | Barmanul uriaș                                            |               |
| 2003 | Malibu's Most Wanted                        | 8 Ball                                                    |               |
| 2003 | BAADASSSSS!                                 | Big T                                                     |               |
| 2004 | Soul Plane                                  | Bouncer                                                   |               |
| 2004 | Starsky & Hutch                             | Porter                                                    |               |
| 2004 | White Chicks                                | Latrell Spencer                                           |               |
| 2005 | The Longest Yard                            | Cheeseburger Eddy "89"                                    |               |
| 2006 | The Alibi                                   | Crazy Eight                                               |               |
| 2006 | Harsh Times                                 | Darrell                                                   |               |
| 2006 | The Benchwarmers                            | Steven                                                    |               |
| 2006 | Puff, Puff, Pass                            | Cool Crush Ice Killa                                      |               |
| 2006 | Click                                       | Tipul singur din mașină                                   | nemenționat   |
| 2006 | Idiocracy                                   | Președintele Dwayne Elizondo Mountain Dew Herbert Camacho |               |
| 2006 | Inland Empire                               | Persoana de pe stradă                                     |               |
| 2007 | Norbit                                      | Big Black Jack Latimore                                   |               |
| 2007 | How to Rob a Bank                           | Ofițer Degepse                                            |               |
| 2007 | Who's Your Caddy?                           | Tank                                                      |               |
| 2007 | Balls of Fury                               | Freddy "Fingers" Wilson                                   |               |
| 2008 | Street Kings                                | Detectiv II Terrence Washington                           |               |
| 2008 | Get Smart                                   | Agent 91                                                  |               |
| 2008 | Get Smart's Bruce and Lloyd: Out of Control | Agent 91                                                  | Direct-to-DVD |
| 2009 | Terminator Salvation                        | Captain Jericho                                           |               |
| 2009 | Gamer                                       | Hackman                                                   |               |
| 2010 | The Expendables                             | Hale Caesar                                               |               |
| 2010 | Lottery Ticket                              | Jimmy                                                     |               |
| 2010 | Middle Men                                  | James                                                     |               |
| 2011 | Bridesmaids                                 | Boot camp instructor                                      | Cameo         |
| 2012 | The Expendables 2                           | Hale Caesar                                               |               |
| 2013 | Scary Movie 5                               | Martin                                                    |               |
| 2013 | Aztec Warrior                               | Juan Claudio                                              |               |
| 2013 | Cloudy with a Chance of Meatballs 2         | Earl Devereaux                                            | Voce          |
| 2014 | The Single Moms Club                        | Branson                                                   |               |
| 2014 | Reach Me                                    | Wilson                                                    |               |
| 2014 | Draft Day                                   | Earl Jennings                                             |               |
| 2014 | Blended                                     |                                                           |               |
| 2014 | The Expendables 3                           | Hale Caesar                                               |               |

### Televiziune
| An           | Titlu                      | Rol                   | Note                   |
| ------------ | -------------------------- | --------------------- | ---------------------- |
| 1999–2001    | Battle Dome                | T-Money               |                        |
| 2004         | CSI: Miami                 | Craig Waters          |                        |
| 2005         | My Wife and Kids           | Daryl                 |                        |
| 2005–2009    | Everybody Hates Chris      | Julius Rock           |                        |
| 2006         | The Boondocks              | Various characters    | Voice                  |
| 2007         | Wild 'n Out                | Himself               |                        |
| 2010–2012    | Are We There Yet?          | Nick Kingston-Persons |                        |
| 2010–2011    | The Family Crews           | Himself               | Reality show           |
| 2011         | BrainSurge                 | Himself               |                        |
| 2012         | The Newsroom               | Lonny Church          |                        |
| 2012         | Stars Earn Stripes         | Himself               | Reality show           |
| 2013         | Real Husbands of Hollywood | Himself               | Reality show           |
| 2013         | Second Generation Wayans   | Himself               |                        |
| 2013         | Arrested Development       | Herbert Love          |                        |
| 2013–present | Brooklyn Nine-Nine         | Terry Jeffords        |                        |
| 2013         | Kris                       | Himself               | Guest Host             |
| 2013         | Drunk History              | Donald DeFreeze       | Episode: San Francisco |
| 2013         | Hollywood Game Night       | Himself               | Season Finale          |
| 2013         | Ultimate Spider-Man        | Blade                 | Voce                   |
| 2013         | Regular Show               | Brock Stettman        | Voce                   |

### Videoclipuri
| An   | Cântăreț/Formație                       | Rol                 | Note           |
| ---- | --------------------------------------- | ------------------- | -------------- |
| 2004 | Blink-182                               | "Down"              | Police officer |
| 2005 | Jamie Kennedy & Stu Stone               | "Rollin With Saget" | Bouncer        |
| 2013 | Major Lazer (feat. Peaches & Timberlee) | "Scare Me"          | Major Lazer    |

### Jocuri video
| An   | Titlu             | Rol           | Note  |
| ---- | ----------------- | ------------- | ----- |
| 2012 | The Expendables 2 | Hale Caesar   | Voice |
| 2013 | Saints Row IV     | Benjamin King | Voice |